# Seremban
Seremban közel négyszázezres lélekszámú város Malajziában, Negeri Sembilan tartomány székhelye.

## Elhelyezkedése
Seremban Malajzia fővárosától, Kuala Lumpurtól mintegy 60 kilométerre délre, a tengerparttól pedig mintegy 30 kilométerre a szárazföld belsejében található. Seremban a Kuala Lumpur-i agglomeráció déli határának tekinthető A Linggi folyó völgyében, a Titiwangsa-hegység nyugati peremén fekszik. A domborzat általában dombos, a talaj pedig többnyire vöröses laterit, amely alkalmas a gumi és a pálmaolaj termelésére, így Seremban az állam mezőgazdasági központja. Seremban megalapítása óta a Linggi folyó fontos szerepet játszik a város növekedésében. Az ónbányászat fellendülésének időszakában a Linggi folyó szolgált az ónkereskedők fő szállítási útvonalaként. Ma a folyó Seremban nagyvárosi terület és Negeri Sembilan egyik fő vízforrása.

## Története
Seremban (eredeti nevén Sening Ujong) ősi település. A növekedés a Maláj-félsziget legtöbb nagyvároshoz hasonlóan az ónérc 1870-es években történt felfedezése után indult be. Az ón felfedezése a közeli Rasah nevű területen arab, maláj és kínai bevándorlók beáramlását eredményezte, akik a bányákban dolgoztak és kereskedtek. A helyi malájok többsége földműves volt.
A Seremban névre átnevezett város nemcsak bányászati területként, hanem üzleti központként is virágzott. A Linggi folyó volt az egyetlen csatornája az ón és a készletek be- és kihajózásának. A bevétel nemcsak az ónkereskedelemből, hanem a beszedett nagy mennyiségű adóból is származott, a kereskedők és a szomszédos Malakka kikötő brit gyarmatosítóinak nemtetszésére.
Kelana és Shahbandar helyi méltóságok egymással vitában álltak az adóbeszedés joga, valamint a bányák tulajdonjoga és ellenőrzése miatt. A befolyás és a hatalom megszerzéséért folytatott rivalizálás megnyitotta az utat a brit beavatkozás előtt Negeri Sembilanban. A britek Kelana pártjára álltak, és legyőzték Shahbandar erőit, akit később száműzetésbe küldtek Szingapúrba. Kelana viszont így a britek elkötelezettje lett, és kénytelen volt befogadni egy brit rezidenst, akinek az volt a feladata, hogy tanácsot adjon neki a valláson és a maláj szokásokon kívül minden kérdésben.
A japán megszállás előtt Serembant a rezidens által vezetett helyi hatóság, az úgynevezett Egészségügyi Tanács (Health Board) irányította. Ezt az 1899. szeptember 15-én kelt 285. számú kormányrendelet hozta létre, és nagyon korlátozott hatáskörrel rendelkezett. Csak az alapvető szolgáltatások biztosítására korlátozódott a serembani lakosok számára.
A második világháború után Seremban gyorsan növekedett. Számos új változás és fejlesztés történt, ami az Egészségügyi Tanácsot új feladatokra kényszerítette, amelyeket nem tudott vállalni. Az Egészségügyi Tanácsot a Serembani Városi Bizottság váltotta föl, amely nagyobb hatáskörrel rendelkezett. Egy brit tiszt, LHN Davis lett a testület elnöke, míg a serembani kerületi tisztviselőt, Raja Azman Bin Raja Sir Chulant nevezték ki a testület titkárának. A tanács 1953-ig volt az irányító hatóság, amikor is átalakult és a Serembani Városi Tanács nevet kapta.
Seremban hivatalosan 2020-ban kapott nagyvárosi státuszt.

## Éghajlata
Seremban éghajlata a Köppen-féle éghajlati besorolás szerint trópusi esőerdő. Az átlaghőmérséklet 26-30 Celsius-fok. A legtöbb csapadék az április és október közötti monszun időszakokban esik. Az év többi részében az időjárás általában száraz marad, csak időnként fordul elő zápor.

## Fordítás
- Ez a szócikk részben vagy egészben  a   Seremban című angol Wikipédia-szócikk fordításán alapul.  Az eredeti cikk szerkesztőit annak laptörténete sorolja fel. Ez a jelzés csupán a megfogalmazás eredetét és a szerzői jogokat jelzi, nem szolgál a cikkben szereplő információk forrásmegjelöléseként.